# Singhiella brideliae
Singhiella brideliae là một loài côn trùng cánh nửa trong họ Aleyrodidae, phân họ Aleyrodinae.
Singhiella brideliae được Jesudasan & David miêu tả khoa học đầu tiên năm 1991.